# Synagoge (Obernai)

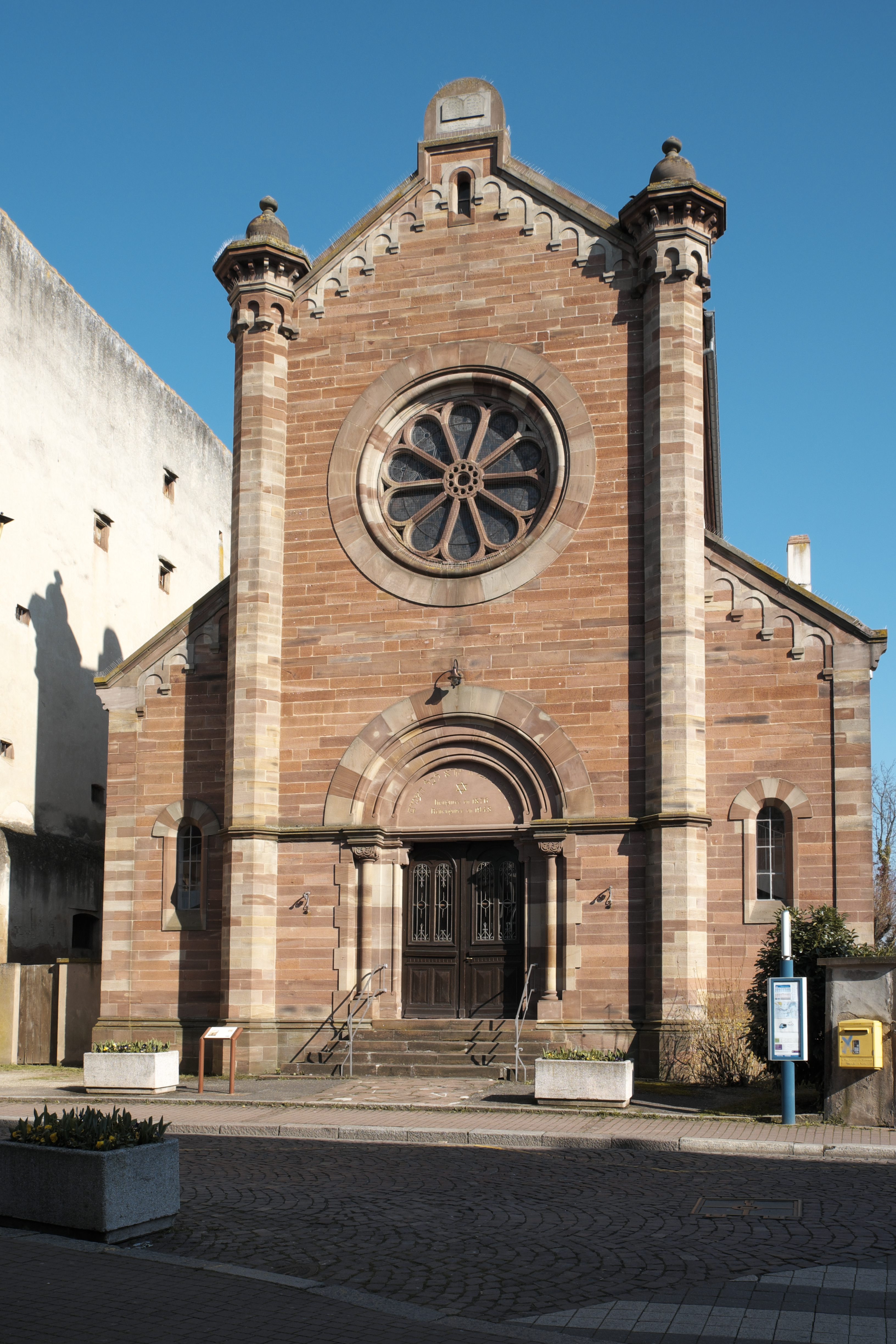
Synagoge in Obernai, 2018

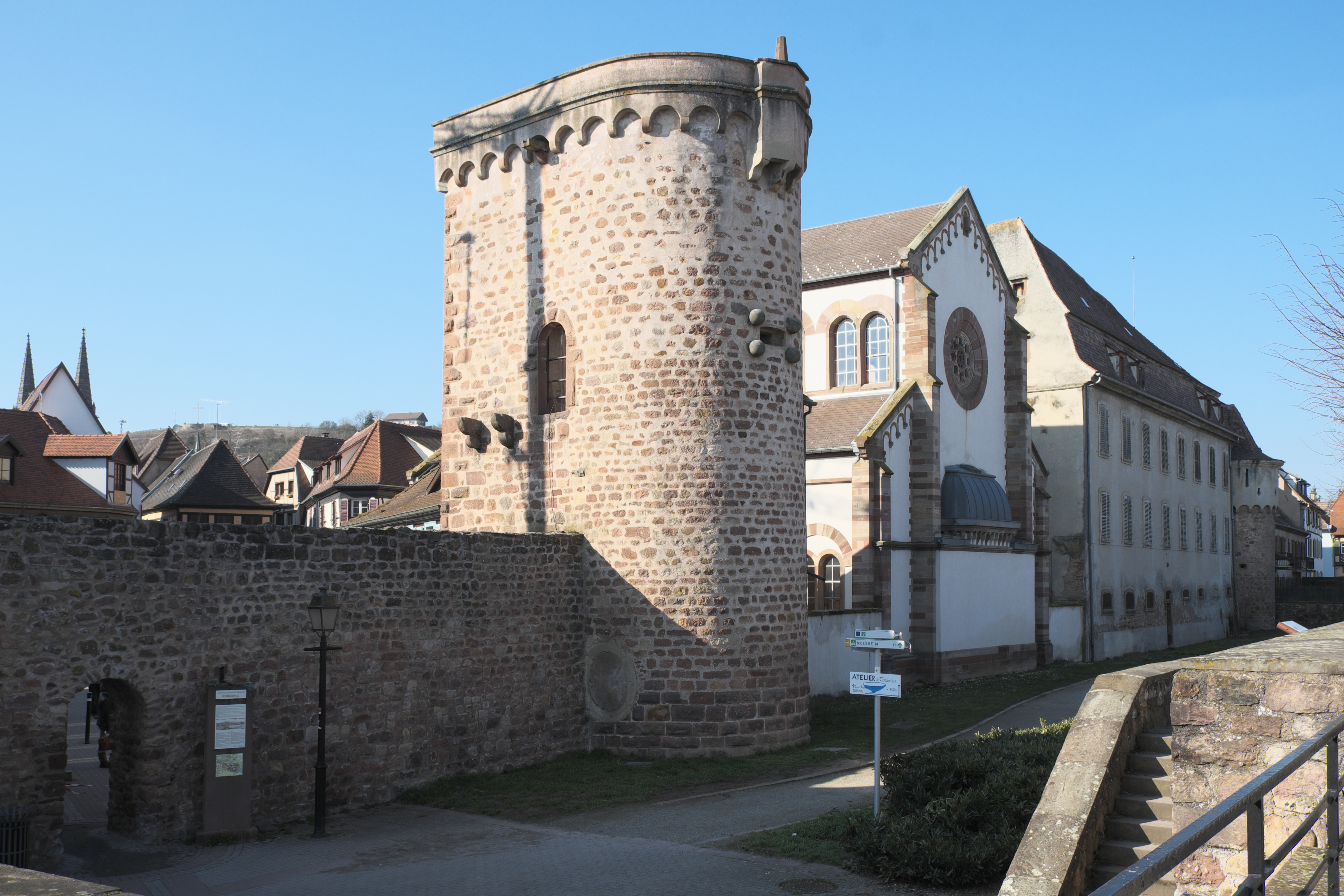
Rückansicht der Synagoge zwischen zwei Türmen der ehemaligen Stadtbefestigung, 2018

Die Synagoge in Obernai, einer französischen Stadt im Département Bas-Rhin in der historischen Region Elsass, wurde 1876 erbaut. Die unter Denkmalschutz (Monument historique) stehende Synagoge befindet sich in der Rue de Sélestat Nr. 9.

## Geschichte
Die 1876 im Bereich der mittelalterlichen Stadtbefestigung erbaute Synagoge musste die zu klein gewordene Vorgängersynagoge ersetzen. Die Synagoge greift neoromanische Stilelemente, wie zu dieser Zeit üblich, auf. Über dem Portal befindet sich eine Rosette und die Hauptfassade wird von zwei schlanken Eckrisaliten eingerahmt. Im Innern befinden sich neoromanische Kapitelle.
Während des Zweiten Weltkriegs wurde die Synagoge von den deutschen Besatzern profaniert. Ab 1948 wurde sie wieder für den Gottesdienst genutzt.